# STS-41-G
La STS-41-G è una missione spaziale del Programma Space Shuttle.

## Equipaggio
- Comandante: Robert Crippen (4)
- Pilota: Jon A. McBride (1)
- Specialista di missione 1: Kathryn D. Sullivan (1)
- Specialista di missione 2: Sally K. Ride (2)
- Specialista di missione 3: David C. Leestma (1)
- Specialista carico 1: Marc Garneau (1)
- Specialista carico 2: Paul D. Scully-Power (1)
  - Riserva specialista carico Robert Thirsk (0)

Tra parentesi il numero di voli spaziali completati da ogni membro dell'equipaggio, inclusa questa missione.

## Parametri della missione
- Massa:
  - Navetta al lancio: 110.127 kg
  - Navetta al rientro: 91.744 kg
  - Carico utile: 10.643 kg
- Perigeo: 350 km
- Apogeo: 390 km
- Inclinazione: 57°
- Periodo: 1 ora e 32 minuti

### Passeggiate spaziali
- Leestma e Sullivan  - EVA 1
  - Inizio EVA 1: 11 ottobre 1984
  - Fine EVA 1: 11 ottobre 1984
  - Durata: 3 ore e 29 minuti